# Pozitivismul în Polonia

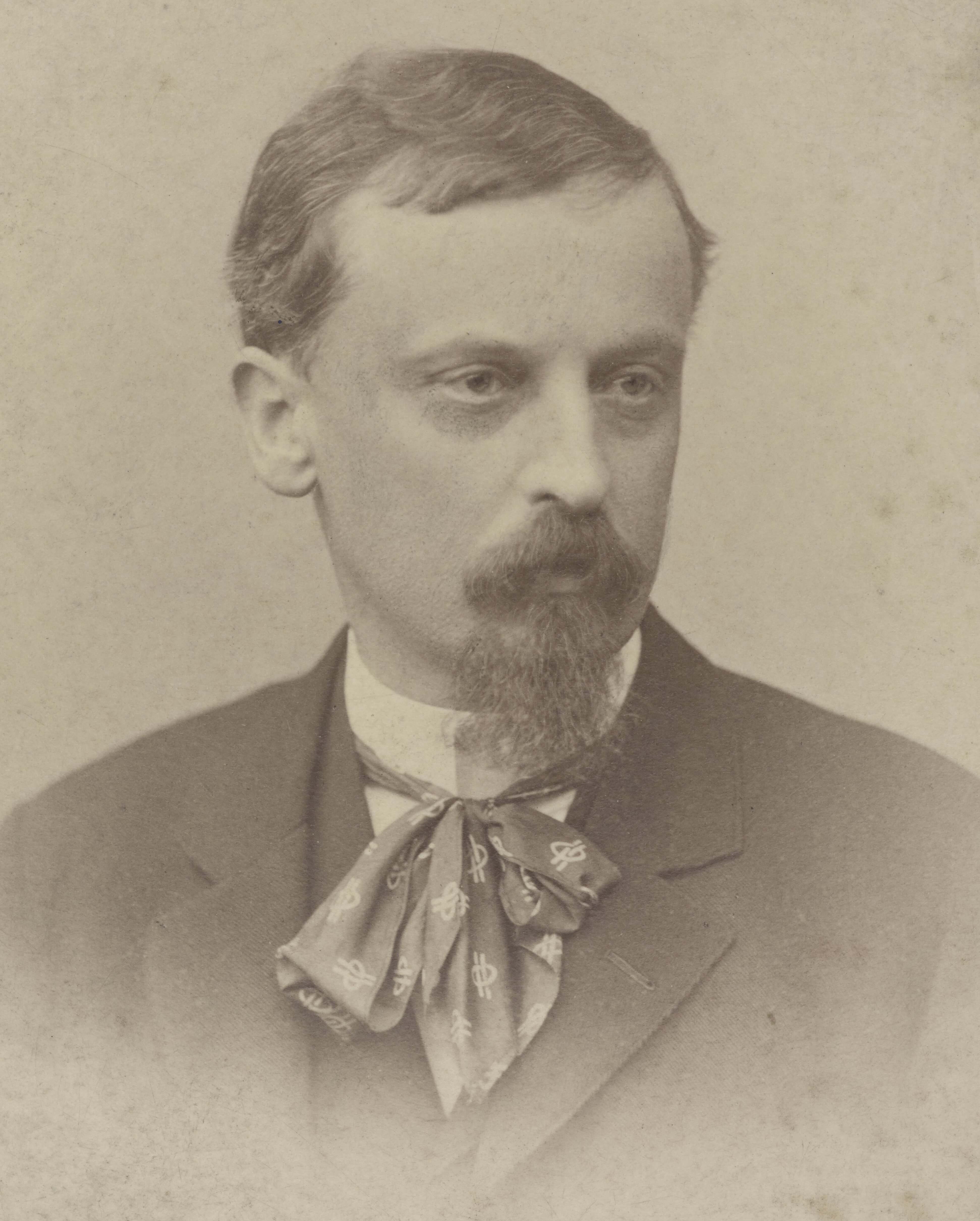
Henryk Sienkiewicz scriitor, reprezentant al pozitivismului

Pozitivismul în Polonia este o mișcare socio-culturală care reprezintă gândirea progresivă în literatură și științele sociale ale Poloniei împărțite după înfrângerea din 1863 a Insurecției poloneze din Ianuarie împotriva armatei de ocupație a Rusiei Imperiale.
Perioada pozitivistă durează până la începutul secolului al XX-lea când apar mișcarea modernistă Tânăra Polonie.

## Privire de ansamblu
În urma înfrângerii insurecției din 1863, mulți polonezi au început să-și exprime opinia conform căreia Polonia ar trebui să abandoneze ideea de a-și redobândi independența față de Rusia, Prusia și Austro-Ungaria, prin forța armelor.
Împreună cu polemicile care puneau sub semnul întrebării înțelepciunea rezistenței, publicate între anii 1868-1873 în săptămânalul Przegląd tygodniowy și Adevărul (Prawda)- de multe ori fără tragere de inimă și doar parțial - s-a pus și problema renunțării la stilul sentimental al perioadei romantice poloneze.
„Pozitivismul" polonez își trage numele de la filosofia lui Auguste Comte. O mare parte din ideologia sa s-a inspirat din lucrările cercetătorilor și oamenilor de știință britanici, inclusiv Herbert Spencer și John Stuart Mill. Pozitiviștii polonezi au pledat pentru exercitarea rațiunii înaintea sentimentului. Ei credeau că independența, dacă este să fie recucerită, trebuie să fie câștigată treptat, prin „construirea sa din temelii" (crearea unei infrastructuri materiale și educarea publicului) și prin munca organică care să permită societății poloneze să funcționeze ca un organism social complet integrat (un concept împrumutat de la Herbert Spencer).
Pozitivismul polonez combătea reacționarismul și prejudecățile feudale, susținând progresul pe calea armoniei dintre clasele sociale, prin dezvoltarea industriei, agriculturii și comerțului, ridicarea culturală a maselor, democratizarea instituțiilor și emanciparea femeii. Concepțiile sale teoretice se fundamentau pe științele exacte, astfel încât a fost denunțat în cercurile conservatoare ca propagând nihilismul și grave răsturnări sociale.
Pozitivismul polonez face referire și la stabilirea drepturilor egale pentru toți membrii societății, atât țărani cât și femei; la asimilarea minorității evreiești din Polonia; la rata analfabetismului în rândul cetățenilor obișnuiți ca urmarea a închiderii școlilor poloneze de către puterile ocupante și la apărarea populației poloneze din partea germană a Poloniei.
Pozitiviștii consideră munca, nu răscoalele populare, ca adevărata cale pentru a păstra identitatea națională a Poloniei, demonstrând un patriotism constructiv. Scriitorul  Aleksander Świętochowski (editorul ziarului Prawda) menționa că toate "marile probleme ascunse în sânul omenirii pot fi rezolvate doar prin educație, iar această educație trebuie să fie obligatorie."

## Relația lui Henryk Sienkiewicz cu pozitivismul polonez
Încă de la începutul carierei sale de gazetar, în 1872, prin publicarea volumului Humorești din servieta lui Worszyllo, în care subliniază utilitatea progresului tehnic, rolul educativ și progresist al proprietarului de pământ „iluminat” de studii și purtarea exemplară a unei fete care preferă o căsătorie împotriva convențiilor sociale în detrimentul unei căsătorii din interes, Henryk Sienkiewicz este revendicat de reprezentanții pozitivismului polonez. În timpul unei călătorii de 4 ani în America și Europa Occidentală, între 1876 - 1879, publică o intensă corespondență în paginile publicației conservatoare Gazeta Polska din Cernăuți, în care compară situația din patria sa cu realitățile occidentale, surprinzând problemele politico-sociale din societatea poloneză, datorate abuzurilor autorităților țariste, și consecințele lor asupra emigranților polonezi din America, forțați din cauza condițiilor inumane să aleagă exilul. În ciuda observațiilor critice din corespondența sa, care creaseră în cercurile literare poloneze impresia că după întoarcerea din America Henryk Sienkiewicz se va alătura curentului pozitivist, această idee nu se adeverește. După întoarcerea sa în țară, Henryk Sienkiewicz colaborează la gazeta neoconservatoare Słowo (Cuvântul), se căsătorește în 1881 cu Maria Szetkiewicz, fiica unor nobili bogați cu moșii întinse, manifestă rezervă față de opera unor scriitori pozitiviști, declarați și programatici, precum Bolesław Prus, Eliza Orzeszkowa și Maria Konopnicka, și debutează ca autor de romane istorice, fapt interpretat drept atitudine paseistă și de ignorare intenționată a realităților contemporane.
Sienkiewicz nu caută soluții teoretice, ci este sensibil la suferințele poporului său și la elocvența răului social. Se orientează spre romanele istorice datorită convingerii că în fața unei realități degradante oamenii trebuie îmbărbătați. Astfel, el consideră că „în loc să zugrăvești starea de spirit actuală și pe oamenii de astăzi, mizeria lor cotidiană, contradicțiile față de ei înșiși, neputința, zbuciumul”, e mai util „să arăți societății că au existat clipe și mai rele, mai cumplite, mai deznădăjduite, și că, totuși, salvarea și renașterea au sosit”.
Sienkiewicz își precizează punctul de vedere referitor la realismul polonez și la romanul zolist într-un articol din 1881, intitulat Despre naturalism în roman. Incompatibilitatea dintre Sienkiewicz și ceilalți mari reprezentanți ai realismului polonez este datorată modului unilateral în care Sienkiewicz le interpretează opera, referindu-se la „excesul de culori sumbre”, „pesimism premeditat” și „lucruri care nu există și nu pot exista”. Prin delimitarea netă a romanului zolist de cel polonez, Sienkiewicz consideră că naturalismul nu poate avea drept de cetate în literatura poloneză, deoarece „Noi trebuie să mergem în sus, nu să ne rostogolim în jos. Drumul nostru este altul, mai serios, mai aspru, de aceea și romanul nostru are o menire diferită, și, anume, să dea sănătate, nu să răspândească putrefacția... Dacă se învăluie în tristețe, tristețea asta este mai curând dorul de ideal decât pesimismul istovirii și al deznădejdii... Pesimismul este destrămare, romanul nostru are însă datoria să lege ceea ce este dezlegat, să fie legătura dintre suflete și, după expresia poetului, să fie arca alianței între anii vechi și cei noi”. Astfel, el condamnă dogmatismul pozitivismului și pe cel zolist.

## Autori reprezentativi ai Pozitivismului
| Scriitori și romancieri - Adam Asnyk (1838-1897) - Adolf Dygasiński (1839–1902) - Eliza Orzeszkowa (1841-1910) - Maria Konopnicka (1842-1910) - Henryk Sienkiewicz (1846-1916; Nobel Prize, 1905) - Bolesław Prus (1847-1912) - Wiktor Gomulicki (1848–1919) - Aleksander Świętochowski (1849–1938) - Antoni Sygietyński (1850–1923) - Gabriela Zapolska (1857-1921) - Maria Rodziewiczówna (1863-1944) Poeți: - Adam Asnyk (1838-1897) - Felicjan Faleński (1825-1910) - Maria Ilnicka (1825 or 1827-1897) - Aleksander Michaux (1839-1895) - Wacław Rolicz-Lieder | Dramaturgi: - Adam Asnyk (1838-1897) - Michał Bałucki (1837-1901) - Józef Bliziński (1827-1893) - Felicjan Faleński (1825-1910) - Edward Lubowski (1837-1923) - Józef Narzymski (1839-1872) - Zygmunt Sarnecki (1837-1922) - Józef Szujski (1835-1883) - Aleksander Świętochowski (1849-1938) - Kazimierz Zalewski (1849-1919) - Gabriela Zapolska (1857-1921) Filozofi și critici - Franciszek Krupiński (1836–98) - Adolf Dygasiński (1839–1902) - Piotr Chmielowski (1848-1904) - Władysław Mieczysław Kozłowski (1858–1935) - Julian Ochorowicz (1850–1917) - Marian Massonius (1862–1945) |